# Fotobehang
Fotobehang is wanddecoratie waarbij foto's het uitgangspunt vormen. Door de foto groot af te drukken, wordt een muur grotendeels of volledig van een afbeelding voorzien.
In de jaren '30 van de 20e eeuw werden in Amerika foto's afgedrukt op speciaal behangpapier, zodat een gehele wand van een foto voorzien kon worden. In de jaren '70 kwam fotobehang voor het eerst op de Nederlandse markt. Met name afbeeldingen van bossen en buitenlandse landschappen waren populair. Waar het behang vaak grote afmetingen kent van enkele meters in breedte en hoogte, is er voor deuren een kleinere variant bedacht.
Sinds de opkomst van digitale druktechnieken is het mogelijk om individuele ontwerpen op basis van foto's of (grafische ontwerpen) te produceren. Naast het fotobehang dat nog steeds bij elke bouwmarkt en behangwinkel een vast plekje in het assortiment heeft is er een groeiende vraag naar individueel geproduceerd fotobehang.
Grofweg zijn er twee soorten fotobehang.
1. traditioneel fotobehang op rollen papier
2. naadloos fotobehang uit één stuk op vinyl

De laatste variant wordt veelvuldig toegepast in kantoren en in moderne binnenhuisarchitectuur. Doordat het materiaal sterker is, gaat het langer mee.